# Ángelos Gérondas
Ángelos Gérondas (en grec moderne : Άγγελος Γέροντας, 1819 - 1890) est un combattant de la révolution grecque et membre de la Filikí Etería. Après la libération, il est maire d'Athènes, de 1837 à  1840.

## Biographie
Ángelos Gérondas naît à Athènes en 1785. Il est issu d'une vieille famille noble d'Athènes. La famille est originaire de Mistra, mais après l'occupation ottomane de la ville, une branche de la famille s'est installée à Athènes et fait partie de la noblesse de la ville. Le premier membre connu de la famille à Athènes est Aléxandros Gérondas (né en 1672). À partir du XVIIIe siècle, les membres de la famille développent une activité culturelle importante. En 1820, Ángelos Gérondas est élu démogéron (el) et est en même temps initié à la Société des Amis. Il travaille avec succès à la préparation de la révolution grecque dans la région de l'Attique. 